# إدوارد إي. بورنس
إدوارد إي. بورنس (بالإنجليزية: Edward E. Burns)‏ هو محامي وسياسي أمريكي، ولد في 20 يناير 1858 في إيست دوبوك في الولايات المتحدة، وتوفي في 15 يونيو 1941 في غالينا في الولايات المتحدة. حزبياً، نشط في الحزب الجمهوري. وقد انتخب عضو مجلس ولاية ويسكونسن.